# Akris

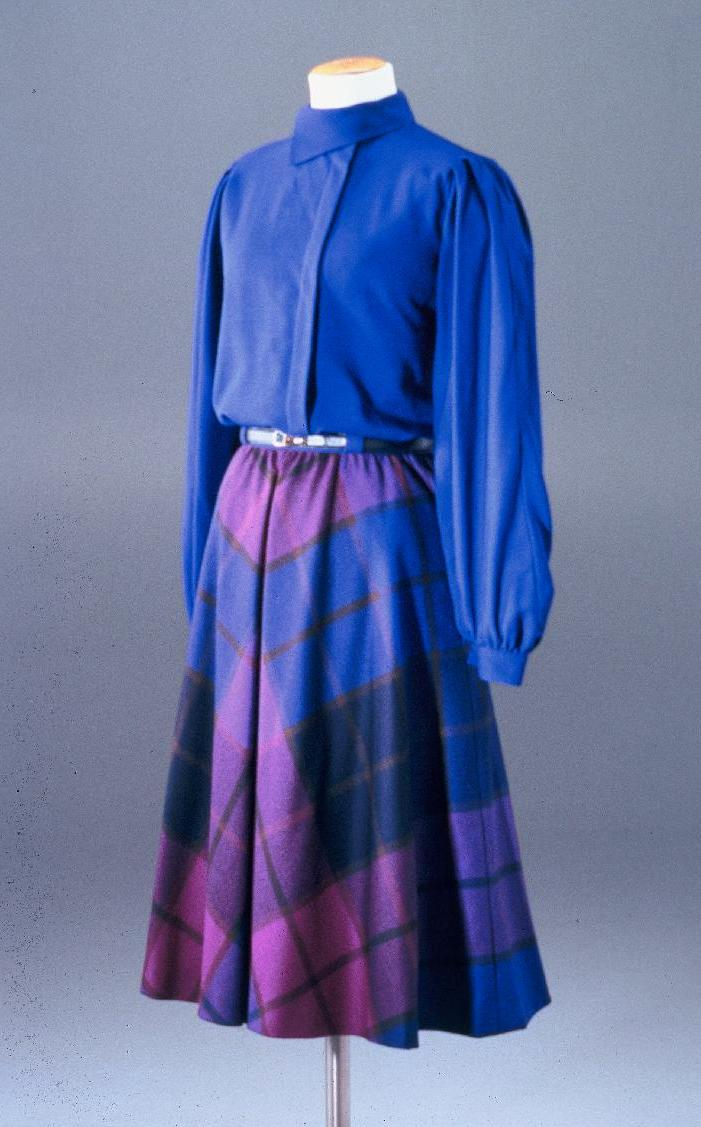
Das von Akris entworfene Kleid Elisabeth Kopps bei der Wahl zur Bundesrätin im Jahr 1984

Akris ist ein 1922 in St. Gallen von Alice Kriemler-Schoch gegründetes Schweizer Modehaus, das hochwertige Damenbekleidung und Accessoires anbietet. Erkennungszeichen der Marke sind aus dem «A» abgeleitete trapezförmige Gestaltungselemente, etwa bei den Schliessen von Taschen und Gürteln.

## Geschichte
Im Sommer 1922 liess Alice Kriemler-Schoch (1896–1972), von deren Initialen sich der Name des Unternehmens ableitet, die Einzelfirma A. Kriemer-Schoch ins Handelsregister eintragen. 
Alice Schoch stammte aus einer Bauernfamilie aus Degersheim im Kanton St. Gallen. Ihre Grosseltern besassen in Degersheim eine Kleiderfertigung und Stickerei. Schoch erhielt ihre Ausbildung als Schürzennäherin in der Schürzen- und Blusenfabrik ihrer Tante Elise Küffer-Weber in Flawil, sowie in der Frauenarbeitsschule in St. Gallen. Da sich ihre Hoffnungen, das Unternehmen zu übernehmen, nicht erfüllten, verliess sie die Fabrik um 1920. 1921 heiratete sie Albert Kriemler (1884–1944) von Speicher, der nun als Vertreter nicht nur Schuhcreme, sondern auch Kriemler-Schochs Schürzen vertrieb. Die Nachfrage stieg, Kriemler-Schoch fertigte u. a. für Globus. 1946 eröffnete das Unternehmen eine Schürzennäherei in Kriessern. Die Gründerin erweiterte das Unternehmen zu einer Kleiderfabrik, ab den 1960er Jahren ging die Produktion von Arbeitsschürzen zurück.
Ihre beiden Söhne Max (1922–2017) und Ernst (* 1923) stiegen beide ins Unternehmen ein. Unter der Leitung von Max und dessen Frau Ute Kriemler-Winkhaus expandierte das Unternehmen endgültig in Richtung hochwertiger Kleider. 1960 wurde die von Max erfundene Marke Akris ins Handelsregister eingetragen.
1980 übernahm deren Sohn Albert Kriemler die kreative Leitung, sein jüngerer Bruder Peter (* 1962) Kriemler ist seit 1987 verantwortlich für die Geschäftsführung.
2009 erwarb die Akris AG die hessische Taschenmanufaktur Comtesse, die sie jedoch 2014 wieder veräusserte.

## Unternehmen
Akris ist seit 1999 Mitglied der französischen Fédération de la haute couture et de la mode und präsentiert seit 2004 seine Prêt-à-porter-Kollektionen auf der Paris Fashion Week.
Als privates Unternehmen veröffentlicht Akris keine konkreten Umsatz- und Ertragszahlen. 2011 soll der Umsatz zwischen 250 und 300 Millionen Franken gelegen haben. Der Umsatz wurde in den 2010er Jahren zu je etwa 30 Prozent in Europa und Asien und zu 40 Prozent in den USA generiert. 2005 wurde der Wert des Unternehmens auf 500 Millionen US-Dollar geschätzt.
Das Unternehmen produziert die Doubleface-Stücke und die zehn Musterkollektionen in Mendrisio im Kanton Tessin, die übrigen Stücke, darunter die seit 1996 existierende Sportswear-Linie Akris Punto, in Rumänien. Sie werden seit den 1980er und 1990er Jahren bei Bergdorf Goodman, Saks Fifth Avenue, Neiman Marcus und Nordstrom verkauft. 1996 eröffneten die erste Akris-Boutiquen in Paris und Boston.
Seit 2010 ist u. a. auch die Schweizer Designerin Claudia Caviezel für Akris tätig.

## Verbreitung und Rezeption
Akris ist für seine Kleidungsstücke aus Doubleface-Gewebe sowie ungewöhnlichen Textilien wie St. Galler Stickerei und digitalen Fotoprints bekannt. Das Unternehmen arbeitete für seine Kollektionen unter anderem mit Künstlern wie Thomas Ruff, Imi Knoebel, Geta Brătescu, Reinhard Voigt und Carmen Herrera zusammen.
Produkte von Akris wurden u. a. von Jessica Chastain, Taraji P. Henson, Priyanka Chopra, Katie Holmes, Michelle Obama, Indra Nooyi, Yuja Wang, Jill Biden und Marissa Mayer getragen.
Die für die Schweizer Wirtschaft zuständige Bundesrätin Doris Leuthard bezeichnete in ihrer Rede zum 90-jährigen Bestehen des Modehauses 2012 in Paris die Kollektionen von Albert Kriemler als «Botschafter weltweit für die Schweiz», sie stünden für «Kreativität und Innovation».

## Auszeichnungen
- 2010: Star Award der Fashion Group International (FIG) an Albert Kriemler[19]

## Ausstellungen
- 2007: Akris – International beachtete Mode aus St. Gallen, Textilmuseum St. Gallen
- 2013: Taschen – Eine europäische Kulturgeschichte vom 16. bis 21. Jahrhundert, Bayerisches Nationalmuseum München, darin die Ai Bag aus Rosshaar[20]
- 2014/15: Women Fashion Power, Design Museum London, darin drei Akris-Kleider der Fürstin Charlène von Monaco[21][22]
- 2023: Akris. Mode. selbstverständlich, Museum für Gestaltung Zürich[23]